# Buit

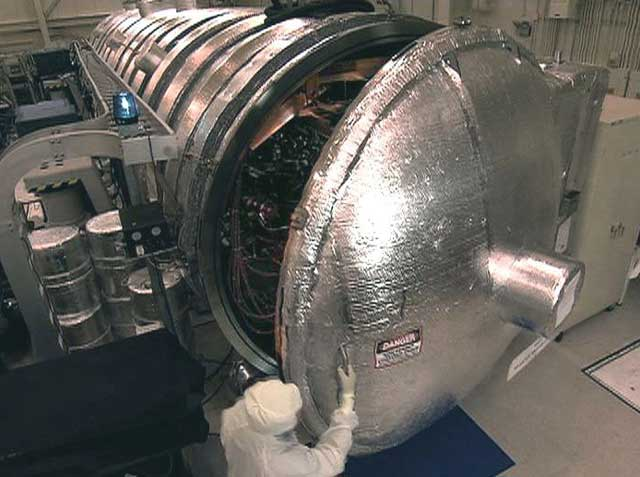
Una cambra de buit

En física clàssica, el concepte de buit s'aplica a un espai sense aire o d'altres fluids i, en general, mancat de qualsevol tipus de matèria, però en el qual es poden propagar els camps. Tanmateix, en física relativista i en física quàntica, el concepte de buit no es correspon amb el no-res.
En la pràctica, el "buit absolut", la manca total de matèria, és impossible d'aconseguir de manera estricta. Els físics discuteixen sovint els resultats d'experiments ideals en condicions de buit absolut, però utilitzen el terme de "buit parcial" quan es refereixen a les condicions reals que poden ser assolides als laboratoris o amb les diferents màquines que permeten aconseguir el buit. També s'utilitza el terme llatí in vacuo per a descriure un objecte que està en el buit.
La qualitat del buit dependrà de quant s'acosta a un "buit absolut"; en un "buit parcial", les poques partícules que resten exerceixen una determinada pressió sobre les parets del recipient que les comprenen, per això el buit parcial s'expressa en unitats de pressió i sovint es compara amb la pressió atmosfèrica normal (la pressió que exerceix l'atmosfera a nivell del mar). La pressió és una manera de mesurar en quin grau s'ha aconseguit crear el buit en un recipient, és una mesura de la qualitat del buit assolit. La unitat de pressió del sistema internacional és el pascal (Pa), però de vegades també pot ser expressada com a percentatges de la pressió atmosfèrica en bars o atm (atmosferes). Per exemple, una aspiradora produeix prou succió com per a reduir la pressió d'aire al voltant del 20%. Però es poden assolir millors qualitats de buit; així, es parla de buit elevat i d'ultrabuit (UHV, de les sigles angleses d'Ultra high vacuum); les cambres d'ultrabuit, habituals en química, física i enginyeria, operen per sota d'una bilionèsima (10−12) de la pressió atmosfèrica, i poden arribar a aproximadament 100 partícules/cm³. L'espai exterior és un buit de més qualitat encara; equival a uns pocs àtoms d'hidrogen per metre cúbic de mitjana. No obstant això, fins i tot si tots els àtoms i partícules poguessin ser tretes d'un volum determinat, deixaria de ser "buit" a causa de les fluctuacions del buit degudes a les partícules virtuals, a l'energia fosca i a altres fenòmens de la física quàntica.
El buit ha estat un tema freqüent de la filosofia des de l'antiga Grècia, però no va ser estudiat empíricament fins al segle xvii. Evangelista Torricelli va crear el buit en un laboratori per primer cop el 1643; a partir de les seves teories sobre la pressió atmosfèrica, es van desenvolupar algunes tècniques experimentals. El buit va esdevenir una valuosa eina industrial durant el segle xx amb la introducció de la bombeta incandescent, la vàlvula electrònica, el tub de raigs catòdics de la televisió i una variada gamma de tecnologia que utilitzava el buit. El desenvolupament recent dels vols espacial tripulats ha despertat interès sobre l'impacte del buit sobre la salut humana i sobre la vida en general.

## Aplicacions del buit
El buit és útil en una gran varietat de processos i dispositius; la generalització del seu ús va arribar amb la bombeta incandescent per tal de protegir el filament de la degradació química. La inèrcia química produïda pel buit també és útil en la soldadura per feix d'electrons, la soldadura en fred, l'envasat al buit o la fregidora al buit.
L'ultrabuit s'utilitza en l'estudi dels substrats atòmicament nets, ja que només un buit de molt bona qualitat conserva netes les superfícies a escala atòmica durant un temps raonablement llarg (de l'ordre dels minuts fins als dies). L'alt a o el molt alt buit elimina l'obstrucció de l'aire i permet que els feixos de partícules dipositen o retiren material sense contaminació. Aquest és el principi que hi ha darrere de processos com la deposició química de vapor, la deposició física en fase vapor o el gravat sec, que són essencials per a la fabricació de semiconductors, el recobriment òptic i la ciència de superfícies.
La reducció de la convecció tèrmica proporciona l'aïllament tèrmic en un termos. El buit disminueix el punt d'ebullició dels líquids i promou la desgasificació a baixa temperatura que s'utilitza en la liofilització, la preparació d'adhesius, la destil·lació al buit, la metal·lúrgia, o en els processos de depuració. Les propietats elèctriques del buit fan possible el funcionament dels microscopis electrònics, les vàlvules electròniques, o els tubs de raigs catòdics. L'eliminació de la fricció de l'aire és útil per al funcionament de la bateria inercial i les ultracentrífugues.
El buit s'utilitza habitualment per a produir aspiració, i aquesta característica s'utilitza en una gran varietat d'aplicacions. Per exemple, la màquina de Newcomen utilitza buit en lloc de pressió per a impulsar un pistó. Al segle xix, el buit va ser utilitzat per a la tracció en un ferrocarril experimental per l'enginyer britànic Isambard Kingdom Brunel, en fer el buit a un tub el vehicle era aspirat. Els frens de buit van ser utilitzats en el ferrocarril a partir de mitjans del segle xix, però avui dia han estat substituïts pels frens pneumàtics d'aire comprimit.

## Crear el buit
Per crear el buit d'una manera senzilla, es parteix d'un cert volum, tancat hermèticament, i s'expandeix, creant un buit parcial dins del volum. Exemples d'aquest sistema es donen: als pulmons en respirar, que s'expandeixen i creen un cert buit a dins (la diferència de pressió dins i fora dels pulmons hi fa entrar aire), i també per aspirar, absorbir o succionar. El mateix principi es fa servir en màquines com l'aspiradora o bombes d'aire.
També es pot fer ús d'una bomba d'aire per a extreure l'aire dins una cambra de buit. A mesura que es va extraient l'aire, queden menys molècules que empenyin contra les parets de la cambra, amb la qual cosa es redueix la pressió del seu interior. D'aquesta manera, es pot aconseguir un bon buit, però a causa de les fuites, efectes d'evaporació i sublimació a les parets de la cambra i els altres elements, aquest mai no serà perfecte. El buit de Torricelli es creava omplint un recipient de vidre allargat i tancat en un extrem amb el mercuri i invertint-lo tot introduint-lo en un altre recipient que també contenia mercuri.

## Altres tipus de buit
A part del buit creat artificialment, hi ha també buits creats per la natura. Aquest és el cas per exemple del buit en l'espai exterior. La pressió en l'espai és molt petita i es pot dir que el buit hi és quasi perfecte. Així i tot, hi ha moltes partícules a l'espai i no es pot dir, per tant, que sigui perfecte. Dins del sistema solar, la major part d'aquestes partícules provenen del Sol; és el que s'anomena vent solar. Aquest vent solar es compon majoritàriament de fotons, però també de protons i heli, components principals de la corona solar.
Les estrelles, planetes i llunes mantenen les seves atmosferes amb atracció gravitatòria, i, com a tal, no hi ha cap límit d'atmosferes clarament delineades: la densitat del gas atmosfèric simplement disminueix amb la distància de l'objecte. La pressió atmosfèrica de la Terra cau a prop de 3.2 × 10−2 Pa a 100 km d'altitud,
la línia de Kármán, que és una definició comuna de la frontera amb l'espai exterior. Més enllà d'aquesta línia, la pressió del gas isotròpic es converteix ràpidament en insignificant en comparació amb la pressió de radiació del sol i la pressió dinàmica del vent solar, de manera que la definició de pressió es torna difícil d'interpretar. La termosfera en aquest rang té grans gradients de pressió, temperatura i composició, i varia en gran manera a causa del clima espacial. Els astrofísics prefereixen utilitzar la densitat numeral per descriure aquests entorns, en unitats de partícules per centímetre cúbic.
Però, tot i que compleix amb la definició de l'espai ultraterrestre, la densitat de l'atmosfera dins dels primers centenars de quilòmetres per sobre de la línia de Kármán continua sent suficient per a produir importants resistències en els satèl·lits artificials. La majoria dels satèl·lits artificials operen en aquesta regió anomenada òrbita terrestre baixa i han d'engegar els motors cada dia per mantenir-ne l'òrbita. La resistència aquí és prou baixa, i en teoria podria ser superada per la pressió de la radiació en veles solars, un sistema de propulsió proposat pel viatge interplanetari. Els planetes són massa grans per a les seves trajectòries perquè es puguin veure significativament afectades per aquestes forces, malgrat que les seves atmosferes són erosionades pels vents solars.
Tot l'Univers observable està ple d'un gran nombre de fotons, també anomenada radiació còsmica de fons, i molt probablement un nombre corresponentment gran de neutrins. La temperatura actual d'aquesta radiació és d'aproximadament 3 K, o -270 graus Celsius o també -454 graus Fahrenheit.

## Història
Històricament, hi ha hagut molta controvèrsia sobre si una cosa com el buit podia existir; a l'antiga Grècia, els filòsofs no admetien l'existència d'un buit, es preguntaven com el "no-res podia ser alguna cosa". Plató, que trobava la idea del buit inimaginable, pensava que totes les coses físiques eren instàncies de formes ideals, i no podia concebre una forma "ideal" per al buit. De la mateixa manera, Aristòtil també considerava impossible la creació del buit. Més tard, els filòsofs grecs van arribar a pensar que el buit podia existir fora del cosmos, però no a dins. Heró d'Alexandria va ser el primer a qüestionar aquesta creença al segle i, però no va reeixir en el seu intent de crear el buit artificial.
A la ciutat romana de Pompeia, es va trobar una bomba de succió de doble acció, cosa que demostra que els romans coneixien aquest tipus de tecnologia. S'utilitzava per a elevar l'aigua: la bomba tenia dos cilindres que eren accionats alternativament. Durant la fase de succió, una vàlvula inferior s'obria permetent l'entrada de l'aigua en el cilindre, mentre que una vàlvula superior romania tancada. Quan el pistó anava cap avall, la vàlvula inferior es tancava i s'obria la superior.
En el món islàmic medieval, el científic i filòsof medieval persa Al-Farabí (872-950) va dur a terme un petit experiment relatiu a l'existència del buit, en el qual va investigar amb èmbols manuals a l'aigua i va arribar a la conclusió que el volum d'aire es podia expandir fins a omplir l'espai disponible, i va suggerir que el concepte de buit perfecte era incoherent. No obstant això, el físic musulmà Ibn al-Hàytham (965-1040) i els teòlegs mutazilistes no van estar d'acord amb Aristòtil i Al-Farabí i van donar suport a la idea de l'existència del buit. Utilitzant la geometria, Ibn al-Hàytham va demostrar matemàticament que un lloc (al-makan) és el buit tridimensional imaginari entre les superfícies internes d'un cos que el conté. Al-Biruní també deia que "no hi ha evidència observable que exclogui la possibilitat del buit". La bomba de buit va ser descrita el 1206 pel científic, enginyer i inventor kurd Al-Jazarí; aquest giny no apareixeria a Europa fins al segle xv. Taqí-d-Din (1526 - 1585) va inventar una bomba de sis cilindres que era capaç de crear un buit parcial.
Durant l'edat mitjana, l'Església catòlica considerava la idea del buit com contrària a la natura i fins i tot herètica, l'absència de qualsevol cosa implicava també l'absència de Déu. Els experiments mentals medievals sobre la idea del buit buscaven determinar si el buit era present entre dues plaques planes quan eren separades ràpidament, encara que només fos per un instant.
Hi va haver molta discussió sobre si l'aire es movia amb tanta rapidesa com les plaques en separar-se o, com postulava Walter Burley, si era un agent celestial qui impedia l'aparició del buit. L'opinió generalitzada era que la natura avorreix el buit i aquest va ser denominat horror vacui. Les especulacions sobre que Déu no podia crear el buit van ser condemnades el 1277 pel bisbe de París Etienne Tempier, juntament amb tot un conjunt de doctrines (219 tesis) amb l'ajut d'Enric de Gant, i establint a l'article 49 de la condemna que Déu podia crear el buit si volia. René Descartes també va argumentar en contra de l'existència del buit: "L'espai és idèntic a l'extensió, però l'extensió està relacionada amb els cossos, de manera que no hi ha espai sense cossos i, per tant, no hi ha espai buit". L'oposició a la idea del buit en la natura va continuar durant la Revolució científica, amb acadèmics com Paolo Casati que prenien una posició antibuit.
La creença en l'horror vacui va ser descartada durant el segle xvii. El disseny de les bombes d'aigua ha millorat molt des d'aquell temps, fins al punt que el buit que produeixen és mesurable, però això no es va entendre immediatament. El que se sabia era que les bombes no podien treure aigua a partir d'una certa altura, i aquest límit era un problema que preocupava el Gran ducat de Toscana a causa dels projectes d'irrigació, drenatge de les mines i fonts decoratives que havia previst, per això el duc va encarregar a Galileu d'investigar el problema. Galileu va comunicar el problema a altres científics, com Gasparo Berti, que el va reproduir construint el primer baròmetre d'aigua a Roma l'any 1639.
El baròmetre de Berti va produir un buit per sobre de la columna d'aigua, però Berti no ho va explicar. El mèrit del descobriment fou per a Evangelista Torricelli el 1643, que basant-se en les notes de Galileu va construir el primer baròmetre de mercuri i va escriure un argument convincent per explicar per què a la part superior hi havia un buit. L'altura de la columna de mercuri va ser limitada pel pes de la pressió atmosfèrica. Algunes persones creuen que, tot i que l'experiment de Torricelli va ser crucial, van ser els experiments de Blaise Pascal els que van demostrar que l'espai superior realment era buit.
El 1654, Otto von Guericke va inventar la primera bomba de buit i va realitzar el seu famós experiment dels hemisferis de Magdeburg, que demostrà que un grup de cavalls no podia separar dos hemisferis dins dels quals l'aire havia estat (parcialment) evacuat. Robert Boyle va millorar el disseny de Guericke i va experimentar amb les propietats del buit. Robert Hooke va ajudar Boyle a crear una bomba per a produir el buit. L'estudi del buit va decaure fins que, el 1850, August Toepler va inventar la bomba que porta el seu nom. Després, el 1855, Heinrich Geissler va inventar la bomba de desplaçament de mercuri i va aconseguir un buit d'uns 10 pascals. En aquest nivell de buit, es van poder observar diverses propietats elèctriques, cosa que va renovar l'interès pel buit, la qual cosa va portar al desenvolupament de la vàlvula electrònica i, el 1865, Hermann Sprengel inventava la bomba que porta el seu nom.
Tot i que l'espai exterior ha estat assimilat al buit, les primeres teories sobre la naturalesa de la llum es van basar en l'existència d'un medi invisible, eteri, a través del qual es transmetien les ones de la llum. Isaac Newton es va basar en aquesta idea per explicar la refracció i la irradiació de calor. Aquesta idea va evolucionar vers el concepte de l'èter del segle xix; tanmateix, era conegut que la idea tenia deficiències importants, en concret, si la Terra es movia a través d'un medi material, aquest medi hauria de ser alhora molt tènue (pel fet que no es detecta un alentiment de la Terra al llarg de la seva òrbita), i molt rígid (per tal d'explicar per què les vibracions es propaguen tan ràpidament). El 1887, l'experiment de Michelson-Morley, utilitzant un interferòmetre per a tractar de detectar el canvi en la velocitat de la llum causat pel moviment de la Terra respecte a l'èter, va obtenir un dels resultats nuls més famosos de la història de la ciència. Molts van interpretar els resultats incorrectament, que ni demostraven ni refutaven l'existència de l'èter, sinó que mostraven que, en realitat, no hi havia medi estàtic, omnipresent en tot l'espai i a través del qual es movia la Terra com si es tractés d'un vent. Com a simplificació, es pot assumir que no hi ha èter, i no es necessita cap entitat per a la propagació de la llum. A més de les diferents partícules que componen la radiació còsmica, hi ha una radiació còsmica de fons de fotons (radiació electromagnètica), com el fons còsmic de microones (CMB, de l'anglès Cosmic microwave background), el romanent tèrmic del big-bang al voltant de 2,7 K. Tanmateix, cap d'aquestes troballes afecta el resultat de l'experiment de Michelson-Morley en un grau significatiu.
Albert Einstein va argumentar que els objectes físics no es troben a l'espai, sinó que tenen una extensió espacial. Vist així, el concepte d'espai buit perd el seu significat.
L'espai seria més aviat una abstracció basada en les relacions entre els objectes locals.
No obstant això, la teoria de la relativitat general admet un camp gravitacional generalitzat que, en paraules d'Einstein, pot ser considerat com un èter, amb propietats que varien d'un lloc a un altre. Però cal parar atenció, però, a no atribuir-li propietats materials com la velocitat.
El 1930, Paul Dirac va proposar un model per al buit com un mar infinit de partícules amb energia negativa anomenat mar de Dirac. Aquesta teoria va ajudar a afinar les prediccions de l'equació de Dirac que havia formulat abans, el 1928, i que va ser utilitzada per a predir l'existència del positró, que seria descobert dos anys després de la predicció, el 1932. Malgrat aquest èxit inicial, la idea va ser abandonada aviat en favor de la més elegant teoria quàntica de camps.
El desenvolupament de la mecànica quàntica ha complicat la interpretació moderna del buit en exigir una indeterminació. El principi d'incertesa de Niels Bohr i Werner Heisenberg i la interpretació de Copenhaguen, formulats el 1927, prediuen una incertesa fonamental en la mesurabilitat instantània de la posició i la quantitat de moviment de qualsevol partícula i que, de manera no gaire diferent al camp gravitatori, qüestiona la buidor de l'espai entre les partícules. A les darreries del segle xx, es va considerar que aquest principi també prediu una incertesa fonamental en el nombre de partícules que hi ha en una regió de l'espai, cosa que va portar a la predicció de partícules virtuals que sorgeixen espontàniament del no-res. En altres paraules, hi hauria un límit inferior en el buit, dictat per l'estat de menor energia possible dels camps quantitzats en qualsevol regió de l'espai.

### Descobriments en tecnologia del buit
| Autor                      | Descobriment o treball | Any  |
| -------------------------- | --- | ---- |
| Evangelista Torricelli     | El buit en una columna de 760 mm de mercuri | 1643 |
| Blaise Pascal              | Variació de la columna de mercuri amb l'altura | 1650 |
| Otto von Guericke          | Bombes de buit de pistó. Hemisferi de Magdeburg | 1654 |
| Robert Boyle               | Llei de la pressió i el volum dels gasos ideals | 1662 |
| Edme Mariotte              | Llei de la pressió i el volum dels gasos ideals | 1679 |
| Antoine Lavoisier          | L'aire format per una mescla d'O2 i N2 | 1775 |
| Daniel Bernoulli           | Teoria cinètica dels gasos | 1783 |
| J.Charles-L. J. Gay-Lussac | Llei del volum i la temperatura dels gasos ideals | 1802 |
| William Henry              | Llei de Henry: a una temperatura constant, la quantitat de gas dissolta en un líquid és directament proporcional a la pressió parcial que exerceix aquest gas sobre el líquid | 1803 |
| Medhurst                   | Proposa la primera línia pneumàtica de buit per a oficines de correus | 1810 |
| Amedeo Avogadro            | La densitat molecular dels gasos és normal | 1811 |
| Geissler i Toepler         | Bomba de buit mitjançant una columna de mercuri | 1850 |
| J. K. Maxwell              | Lleis de la distribució de velocitats en un gas molecular | 1859 |
| Sprengel                   | Bomba de buit per la caiguda de mercuri | 1865 |
| H. Mc Leod                 | Vacuòmetre de compressió de mercuri (McLeod) | 1874 |
| T. A. Edison               | Làmpada d'incandescència amb filament de C | 1879 |
| W. Crookes                 | Tub de raigs catòdics | 1879 |
| J. Van der Waals           | Equació d'estat dels gasos reals | 1881 |
| James Dewar                | Aïllament tèrmic en el buit | 1893 |
| Wilhelm Röntgen            | Raigs X | 1895 |
| J. A. Fleming              | Díode de buit | 1902 |
| Arthur Wehnelt             | Càtode recobert per òxid | 1904 |
| Wolfgang Gaede             | Bomba de buit rotativa | 1905 |
| Marcelo Pirani             | Vacuòmetre de conductivitat tèrmica | 1906 |
| Lee the Forest             | Tríode de buit | 1907 |
| W. D. Coolidge             | Làmpada de filament de tungstè | 1909 |
| M. Knudsen                 | El flux molecular dels gasos | 1909 |
| W. Gaede                   | Bomba de buit molecular | 1913 |
| W. D. Coolidge             | Tubs de raigs X | 1915 |
| W. Gaede                   | Bomba difusora de mercuri | 1915 |
| Irving Langmuir            | Làmpada incandescent plena de gas inert | 1915 |
| Irving Langmuir            | Bomba difusora de condensació de mercuri | 1916 |
| O. E. Buckley              | Galga de ionització de càtode calent | 1916 |
| F. Holweck                 | Bomba molecular | 1923 |
| W. Gaede                   | El gas-ballast en les bombes rotatives | 1935 |
| Kenneth Hickman            | Bomba difusora d'oli | 1936 |
| F. M. Penning              | Vacuòmetre de ionització de càtode fred | 1937 |
| R. T. Bayard y D. Alpert   | Galga de ionització per a ultrabuit | 1950 |
| H. J. Schwarz, R. G. Herb  | Bombes iòniques | 1953 |